# Johann Georg Lotter
Johann Georg Lotter (russisch Иоганн Георг Лоттер, * 25. März 1702 in Augsburg; † 1. Apriljul. / 12. April 1737greg. in Sankt Petersburg) war ein deutscher Altertumswissenschaftler und Philologe.

## Leben
Lotter wurde als Sohn eines Börsenmaklers in Augsburg geboren. Er studierte an den Universitäten in Halle und Leipzig, wo er zum Assessor der Philosophischen Fakultät und zum Mitglied der Leipziger Deutschen Gesellschaft ernannt wurde. 1731 wurde er zum auswärtigen Mitglied der Königlich Preußischen Akademie der Wissenschaften gewählt.
1733 erhielt er eine Einladung aus Sankt Petersburg und wurde dort Professor der Beredsamkeit und für griechisch-römische Geschichte an der Kaiserlichen Akademie der Wissenschaften und zugleich Mitglied der Akademie.
Er wurde mit der Abfassung einer Biografie von Alexei Michailowitsch, Vater von Peter dem Großen, betraut. Dieses Werk blieb unvollendet, da er bereits 1737 starb. Lotter verfasste zahlreiche Schriften in lateinischer Sprache, darunter einige über Konrad Peutinger, sowie die deutschsprachige Abhandlung, von dem heutigen Ansehen Der Deutschen Sprache in dem Rußischen Reiche (1735).

## Schriften
- Ex Historia Philosophica De Bernardini Telesii Philosophi Itali Saecvlo XVI Clari Vita Et Philosophia. Leipzig 1726 (Digitalisat)
- Historia vitae atque meritorum Conradi Peutingeri Augustani. Breitkopf, Leipzig 1729. (Digitalisat)
- De tabula Peutingeriana. (Resp. Joannes Christoph Schade) Breitkopf, Leipzig 1729. (Digitalisat)
- Ad J. Georg. Schelhornium Epistola qua de consilio suo .. evulgandi opuscula Conr. Peutingeri .. disserit. 1731
- De vita et philosophia Bernardini Telesii commentarius. Breitkopf, Leipzig 1734. (Digitalisat)
- Abhandlung, von dem heutigen Ansehen der Deutschen Sprache in dem Rußischen Reiche. Leipzig 1735 (Digitalisat).